# Cieśnina Litkego
Cieśnina Litkego (ros. пролив Литке) – cieśnina w Rosji, w Zatoce Karagińskiej Morza Beringa.
Oddziela Wyspę Karagińską od wschodniego wybrzeża Kamczatki; łączy drugorzędne zatoki Ukińską i Anapka; długość około 100 km; szerokość 21–72 km.
Nazwana na cześć rosyjskiego geografa, badacza Arktyki, F.P. Litkego.